# Nora Gal
Pour les articles homonymes, voir Gal.
Éléonora Yakovlevna Galperina, (en russe : Элеонора Яковлевна Гальперина) plus connue sous son nom de plume Nora Gal (en russe : Нора Галь), née le 14 avril 1912 et morte le 23 juillet 1991, est une traductrice et critique littéraire russe.

## Biographie
Elle a traduit en russe tant des œuvres en langue anglaise qu'en langue française.
Parmi les auteurs qu'elle a traduits, toutes nationalités confondues, figurent notamment J. D. Salinger, Edgar Poe, Louis Aragon, Henri Barbusse, Albert Camus et Antoine de Saint-Exupéry, la liste n'étant pas exhaustive.